# Ernesto Sabato
Ernesto Roque Sabato Ferrari, född 23 juni 1911 i Rojas i Buenos Aires, död 30 april 2011 i Santos Lugares i Buenos Aires, var en argentinsk författare och fysiker.
Sabato tog 1938 en filosofie doktorsexamen i fysik vid universitetet i La Plata. Han fortsatte därefter sina studier vid Sorbonne i Paris, och arbetade vid Institut Curie. Han inledde en forskarkarriär som atomfysiker i Frankrike, USA och Argentina, men efter andra världskriget förlorade han sitt intresse för vetenskap och började istället att skriva.
Han gav ut sin första roman El Túnel, 1948 (Tunneln, övers. 1951). Romanen handlar om målaren Juan Pablo Castel, som har mördat sin älskarinna. I romanen ifrågasätter Castel sina och andras handlingar. Genom romanen introducerade Sabato den existentialistiska traditionen från Franz Kafka och Albert Camus i Latinamerika.

## Biografi

### Ungdomsåren
Sabato föddes 24 juni 1911 i Rojas, Buenos Aires. Han var den tionde sonen till Francisco Sabato och Juana María Ferrari (en italiensk invandrarfamilj av albanskt ursprung), av totalt elva. Efter avslutade studier vid grundskolan i Rojas 1924 studerade han i La Plata. 1929 påbörjade han studier i fysik och matematik vid Universidad Nacional de La Plata. 
Han var en aktiv medlem i den reformrörelse som verkade för en modernisering och demokratisering av universiteten i Argentina, och 1933 grundare av Grupo Insurrexit,  en grupp med kommunistiska ideal. 1933 valdes han till generalsekreterare för Federación Juvenil Comunista, Argentinas kommunistiska ungdomsförbund. Vid en föreläsning om marxism mötte han 17-åriga Matilde Kusminsky Richter som han senare kom att sammanleva med.
1934 började han tvivla på kommunismen och Josef Stalins regim i Sovjetunionen. Argentinas kommunistiska parti, som märkt detta, ville sända honom till den Internationella Leninskolan i Moskva i två år. Enligt Sabato "var det en plats där du antingen tillfrisknade eller hamnade i en gulag eller på ett mentalsjukhus". Innan han skulle anlända till Moskva reste han till Bryssel som representant för Argentinas kommunistparti vid en kongress mot fascism och krig. Väl där lämnade han kongressen och flydde till Paris, av rädsla för att aldrig återvända från Moskva. Det var där han skrev sin första roman, La Fuente Muda ("Den tysta fontänen"), vilken aldrig har publicerats. Efter att ha återvänt till Buenos Aires 1936 gifte han sig med Matilde Kusminsky Richter.

### Åren som vetenskapsman
1938 blev han filosofie doktor i fysik vid Universidad Nacional de La Plata. Tack vare Bernardo Houssay fick han ett forskarstipendium i joniserande strålning vid Institut Curie i Paris. 25 maj 1938 föddes Jorge Federico Sabato, hans första son. I Frankrike fick han kontakt med den surrealistiska rörelsen, och studerade verk av Oscar Domínguez, Benjamin Péret, Roberto Matta och Esteban Francés med flera. Detta satte en djup prägel på hans framtida skrivande.
1939 accepterade han en forskartjänst han till Massachusetts Institute of Technology, varför han förskonades från andra världskriget. Under 1940 återvände han till Argentina med avsikten att lämna fysiken bakom sig; villkoren för forskarstipendiet innebar dock att Sabato måste undervisa i relativitetsteori och kvantmekanik vid universitetet i La Plata. Efter en "existentiell kris" 1943 lämnade han dock vetenskapen för gott och blev författare och konstnär på heltid.
| ”                | Vid Institut Curie, ett av de högsta målen för en fysiker, kände jag mig tom. Slagen av tvivel, fortsatte jag på grund av en slapphet, som min själ bortsåg ifrån. | „ |
| – Ernesto Sabato | |   |

1945 föddes hans andra son, Mario Sabato.

### Författarkarriär

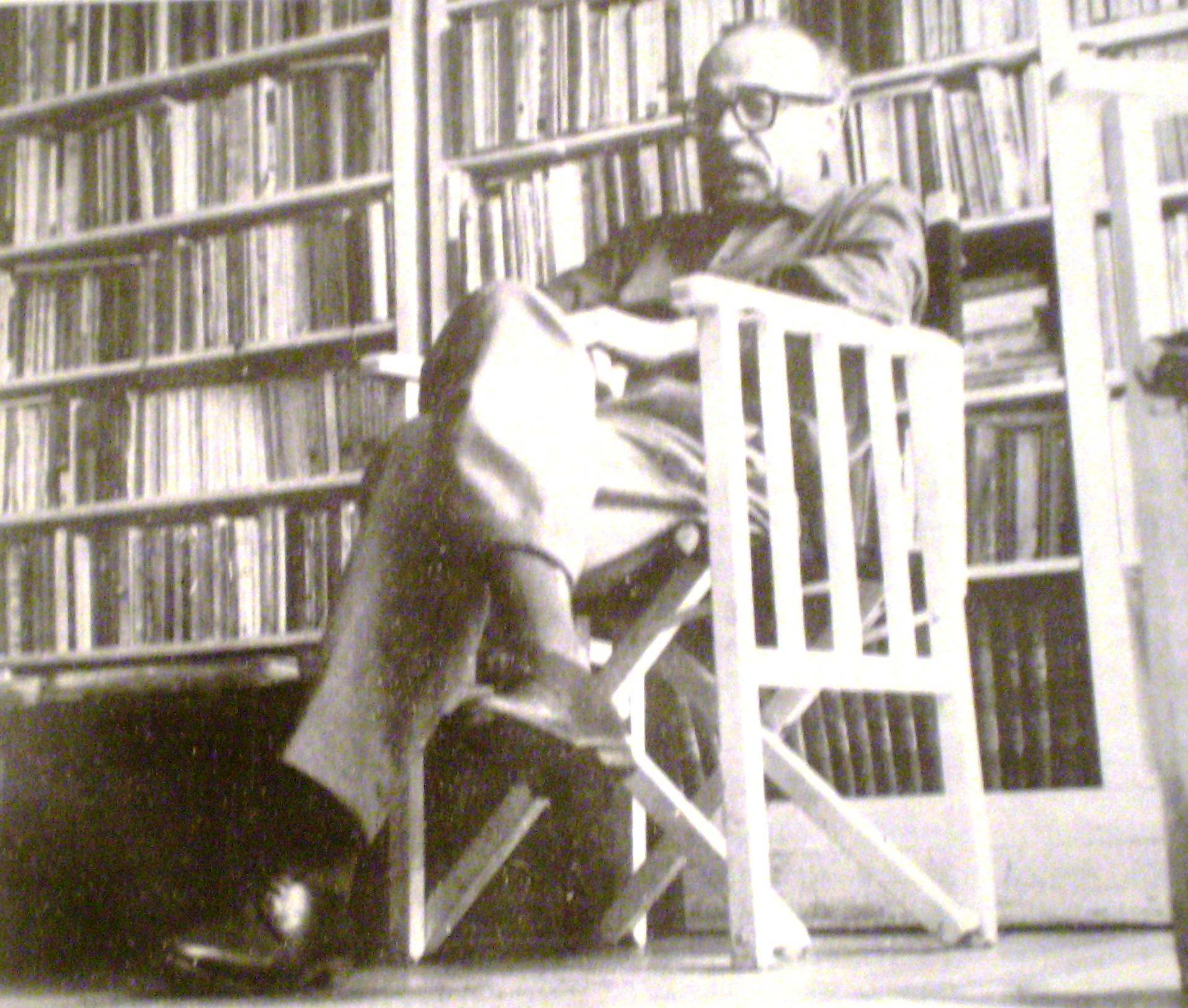
Erneso Sábato 1968.

1941 publicerade Sabato sitt första litterära verk, en artikel om La Invención de Morel av Adolfo Bioy Casares, i magasinet Teseo i La Plata. Han kom därefter att verka som litteraturkritiker för magasinet Sur. Han publicerade även artiklar för La Nación och verkade som översättare, främst av populärvetenskaplig litteratur från engelska. Bland de verk som översatts till spanskan av Sabato återfinns The Birth and Death of the Sun av George Gamow och The ABC of Relativity av Bertrand Russell. 
1945 utkom Sabatos första bok, aforismsamlingen Uno y el Universo ("Envar och universum"), som berör sociala, filosofiska och politiska frågor, samt relationen mellan vetenskap och moral. Med tiden kom han att gå mot mer liberterianska och humanistiska ståndpunkter. Efter att ha blivit refuserad av ett flertal förlag i Buenos Aires publicerade Sabato 1948 romanen El túnel (Tunneln, övers. 1951) i magasinet Sur. Det är en psykologisk roman som berättas i första person. El túnel uppskattades bland annat av Albert Camus, som fick boken översatt till franska av Gallimard. Den har sedan dess blivit översatt till mer än 10 språk.
1961 utkom romanen Sobre héroes y tumbas (Om hjältar och gravar, övers. 1982), där det moderna kapitalistiska samhällets skenbart rationella rutiner slår över i perverterade handlingar. I den apokalyptiska romanen Abaddón el exterminador (1974; Abaddon, utplånaren, övers. 1986) möter Sabato själv gestalter från sina tidigare romaner. 
Sabato drabbades 1979 av en obotlig ögonsjukdom och ägnade sig därefter åt måleri. Efter en förfrågan av presidenten Raúl Alfonsín blev han ordförande för en kommission som undersökte ödet för de som försvann i det smutsiga kriget under den argentinska militärjuntan 1976–83. Resultatet av undersökningen publicerades med titeln Nunca Más ("Aldrig mer") och gavs ut 1984. Han avled vid 99 års ålder den 30 april 2011, i sviterna av bronkit.

### Romaner
- El túnel (Buenos Aires: Sur, 1948)
  - Tunneln (övers. Martin Rogberg, Stockholm: Skoglund, 1951). Libris 1446777
  - Tunneln (övers. och efterord Peter Landelius, Stockholm: Lind & Co., 2011). Libris 12138095, ISBN 9789174610437
- Sobre héroes y tumbas. (Buenos Aires: Compañía General Fabril Editoria, 1961)
  - Om hjältar och gravar (övers. Peter Landelius, Stockholm: Norstedt, 1982). Libris 7153471, ISBN 9118210813
- Abaddón el exterminador (Buenos Aires: Editorial Sudamericana, 1974)
  - Abaddon, utplånaren (övers. Annika Ernstson, Stockholm: Norstedt, 1986). Libris 7154392, ISBN 9118615112

### Essäer
- Uno y el Universo (Buenos Aires: Editorial Sudamericana, 1945)
- Hombres y engranajes (Buenos Aires: Emecé Editores, 1951)
- Heterodoxia (Buenos Aires: Emecé Editores, 1953)
- El caso Sabato. Torturas y libertad de prensa. Carta abierta al General Aramburu (Buenos Aires: privat utgåva, 1956)
- El otro rostro del peronismo. Carta abierta a Mario Amadeo (Buenos Aires: privat utgåva, 1956)
- El escritor y sus fantasmas (Buenos Aires: Editorial Aguilar, 1963)
- Tango. Discusión y clave (Buenos Aires: Editorial Losada, 1963)
- Significado de Pedro Henríquez Ureña (Santo Domingo: Universidad Nacional Pedro Henríquez Ureña, 1966)
- Tres aproximaciones a la literatura de nuestro tiempo. Robbe-Grillet, Borges, Sartre (Santiago de Chile: Editorial Universitaria, 1968)
- Itinerario (Buenos Aires: Editorial Sur, 1969)
- Eduardo Falú (med León Benarós, Madrid: Ediciones Júcar, 1974)
- Diálogos (med Jorge Luis Borges, red. Orlando Barone, Buenos Aires: Emecé Editores, 1976)
- Los libros y su misión en la liberación e integración de la América Latina (Buenos Aires: Publicaciones de la Embajada de Venezuela, 1978)
- Apologías y rechazos (Buenos Aires: Editorial Seix Barral, 1979)
- Entre la letra y la sangre. Conversaciones con Carlos Catania. (Buenos Aires: Editorial Seix Barral, 1988)
- Antes del fin. Memorias (Buenos Aires: Editorial Seix Barral, 1998)
- La resistencia (Buenos Aires: Editorial Seix Barral, 2000)

### Andra verk
- Nunca más. Informe de la Comisión Nacional sobre la Desaparición de Personas (Buenos Aires: Editorial Universitaria de Buenos Aires, 1984)
- Obra Completa. Ensayos (Buenos Aires: Editorial Seix Barral, 1996)
- Obra Completa. Narrativa (Buenos Aires: Editorial Seix Barral, 1996)

## Priser och utmärkelser
- 1979 – Riddare av Hederslegionen
- 1984 – Miguel de Cervantes-priset
- 1987 – Kommendör av Hederslegionen
- 1989 – Jerusalempriset